# 압둘살라미 아부바카르
압둘살라미 알하지 아부바카르(Abdulsalami Alhaji Abubakar, 1942년 6월 13일 ~ )는 1998년 6월 9일부터 1999년 5월 29일까지 나이지리아의 대통령을 했던 나이지리아의 장군이다. 그는 아파차의 죽음 후 사니 아파차를 승계했다. 아부바카르의 통치 동안, 나이지리아는 1999년 5월 5일에 다수당 선거를 가능케 한 새로운 헌법을 채택하였다. 아부바카르는 1999년 5월 29일에 대통령으로 당선된 올루세군 오바산조에게 권력을 이양했다.

## 젊은 시절과 군 경력
압둘살라미 알하지 아부바카르는 1942년 6월 13일에 나이저주에서 과리 인으로 태어났다. 그는 비다에 있는 초등학교와 중등학교, 카두나에 있는 기술 대학교에서 교육을 받았다. 대학교 졸업 후, 그는 군대에 입대했다. 아부바카르는 레바논에서 나이지리아의 작전을 진두지휘했으며 마침내 방위 참모총장의 자리에 올랐다. 그의 부인의 이름은 파티 (Fati)이며 그들은 6명의 자식을 두고 있다.